# 新堀 (東大和市)
新堀（しんぼり）は、東京都東大和市の町名。現行行政地名は新堀一丁目から新堀三丁目。郵便番号207-0012。

## 地理
東大和市の南東部に位置する。東から時計回りに、東村山市富士見町、小平市栄町、東大和市向原、東大和市清原、に隣接する。

### 河川
- 野火止用水

## 交通

### 鉄道
| 近隣の駅                         |
| -------------------------------- |
| 西武拝島線 - 東大和市駅（SS 32） |

### バス
- 西武バス立川営業所…周辺の路線を運行している。

### 道路
- こぶし通り